# St. Anna (Welitsch)

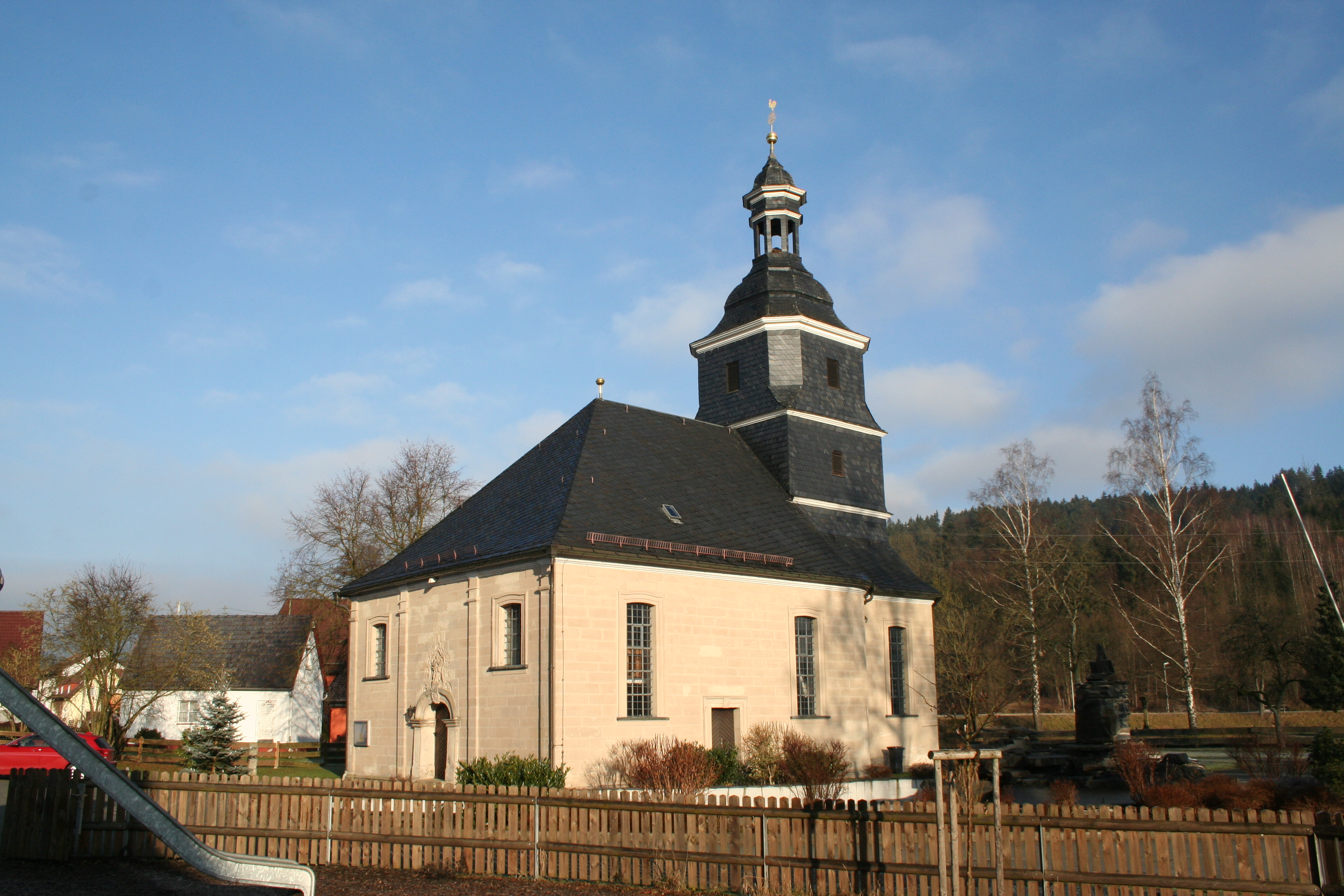
St.-Anna-Kirche

Die Kirche St. Anna im oberfränkischen Welitsch ist die Filialkirche der Pfarrei Herz Jesu in Pressig. Die Patronin der Kirche ist die heilige Anna. Die Hauptkirche der Pfarrei ist die Herz-Jesu-Kirche im Nachbarort Pressig.

## Geschichte und Ausstattung

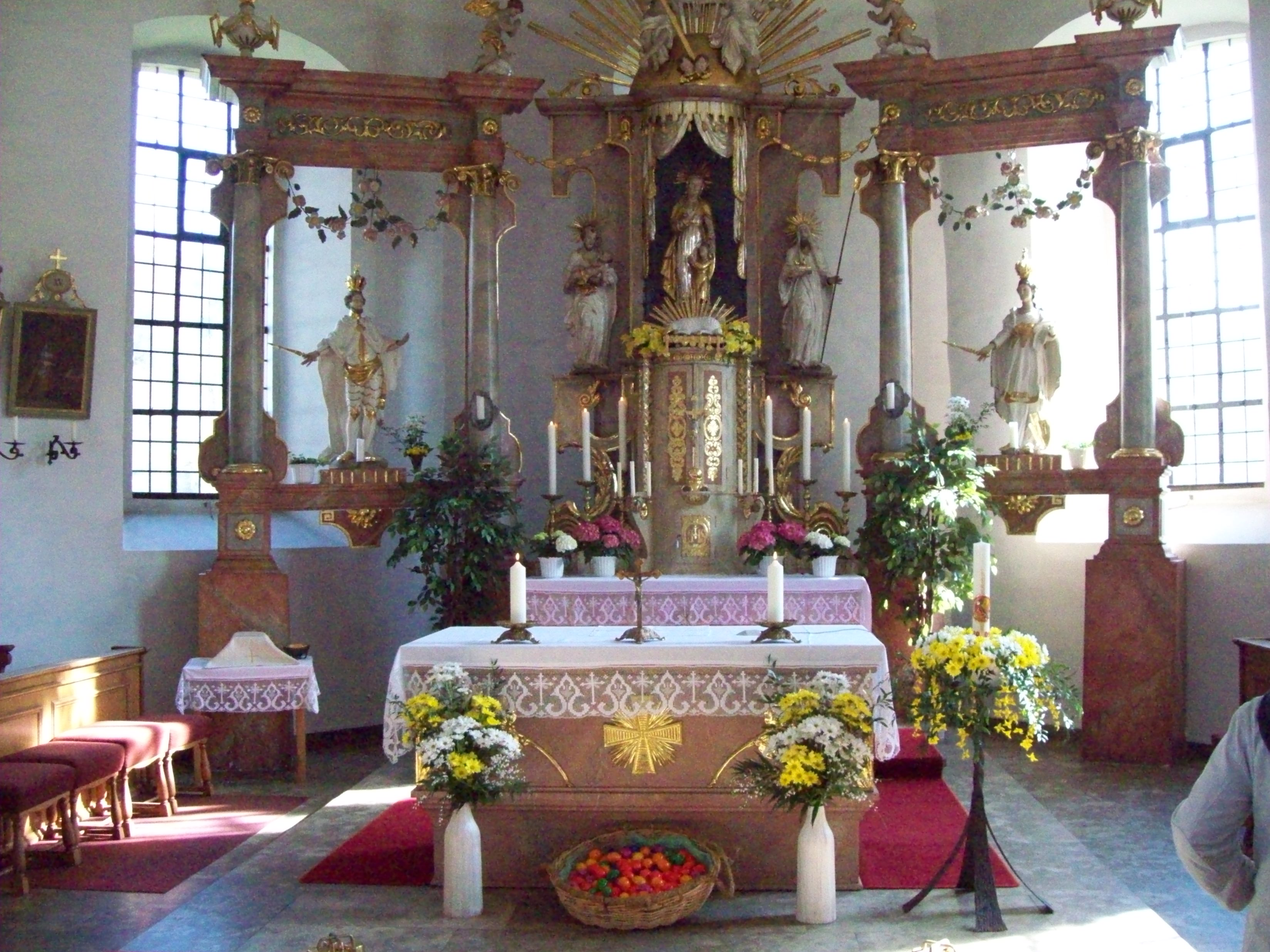
Hochaltar

Eine Kirche in Welitsch wurde erstmals 1520 im Terminierbuch des Karmeliten Heinrich Kaudler genannt, der die Wohltäter des Klosters besuchte und Almosen sammelte. Dabei legte er ein Verzeichnis an, in dem eine „Ecclesia Welitschtz“ genannt wurde. 1685 brannte die alte Kirche ab. Um 1700 entstand ein neues Kirchlein, das der heiligen Anna geweiht war.
Der jetzige Kirchenbau stammt aus den Jahren 1775 bis 1777. In den Aufzeichnungen des Schreinermeisters Johannes Barnickel aus Rothenkirchen steht, dass am 8. Juni 1775 „der Eckstein benediziert und gelegt worden war“. Der Kreuzweg in der Kirche wurde 1791 angebracht.
In einem Obertechnischen Gutachten aus Bayreuth im Jahre 1934 ist zu lesen: „Das Kirchlein in Welitsch ist ein sehr interessanter Bau. Das Portal ist künstlerisch äußerst reizend im Rokokostil gehalten, ebenso die Türen. Im Innern sind wertvolle Seitenaltäre, einer mit einem künstlichen Baum, auf dessen Zweigen die 14 Nothelfer stehen. Auch der Hauptaltar, welcher einzelne Details aus dem Empirestil besitzt und auch seiner ganzen Form mit Aufbauten nach der Empirezeit angehört, ist erhaltenswert“.
In den letzten Jahrzehnten des 20. Jahrhunderts waren Sanierungen notwendig. Nach der Beseitigung des Kirchenweihers, des ehemaligen Wehrgrabens, wurden die Fundamente neu gegründet; die Kirche wurde trockengelegt, der Sandsteinfußboden aus dem Jahr 1914 erneuert und der Innenraum den liturgischen Bedürfnissen angepasst. Neue Fenster wurden eingebaut. Eine dritte Glocke konnte zu den vorhandenen Glocken aus den Jahren 1501 und 1519 angeschafft werden.
Der Hochaltar, im Jahr 1823 vom Burgkunstadter Bildhauer Hetzelt errichtet, zeigt in der Mitte die Kirchenpatronin, die heilige Mutter Anna. Daneben sind der heilige Josef, der heilige Joachim und die Bistumsheiligen Heinrich und Kunigunde dargestellt. In der Mitte krönt die Heilige Dreifaltigkeit mit Gloriole den Altar.
Der Kreuzweg enthält als Besonderheit 15 Stationen. Die letzte Station zeigt die heilige Helena bei der Auffindung des Kreuzes.